# 25275 Jocelynbell
25275 Jocelynbell este un asteroid din centura principală de asteroizi.

## Descriere
25275 Jocelynbell este un asteroid din centura principală de asteroizi. A fost descoperit pe 14 noiembrie 1998 la Goodricke-Pigott de Roy A. Tucker. Asteroidul prezintă o orbită caracterizată de o semiaxă mare de 2,37 ua, o excentricitate de 0,11 și o înclinație de 8,0° în raport cu ecliptica.